# Clasificación para el Campeonato de Europa Sub-19 de la UEFA 2023
La Clasificación para el Campeonato Europeo de la UEFA Sub-19 2023 fue una competición de fútbol masculino sub-19 que determinó los siete equipos juveniles que se unió a la anfitriona clasificada, Malta, en la fase final del campeonato. Los jugadores nacidos a partir del 1 de enero de 2004 son elegibles para participar.
Originalmente, la competición clasificatoria utilizaría un nuevo formato con equipos divididos en tres ligas diferentes con ascenso y descenso, con el sorteo de la primera ronda bajo el nuevo formato ya celebrado en diciembre de 2019. Sin embargo, el 17 de junio de 2020, la UEFA anunció que la introducción del nuevo formato se había pospuesto para la próxima edición debido a la pandemia de COVID-19, y la calificación para esta edición usaría el formato anterior que involucraba solo dos rondas.
Aparte de Malta, 53 de las 54 selecciones nacionales miembros de la UEFA participaron en la competición de clasificación, donde el formato original consistiría en dos rondas: la ronda de clasificación, que tendrá lugar en otoño de 2022, y la ronda de élite, que tendrá lugar en la primavera de 2023.

## Formato
La competición clasificatoria constará de las siguientes dos rondas:
- Ronda de clasificación: Aparte de Portugal, que recibe un pase a la ronda élite como el equipo con el coeficiente de clasificación más alto, los 52 equipos restantes se dividen en 13 grupos de cuatro equipos. Cada grupo se juega en formato de todos contra todos en uno de los equipos seleccionados como anfitriones después del sorteo. Los 13 ganadores de grupo, los 13 subcampeones y el tercer equipo con el mejor récord frente al primer y segundo equipo de su grupo avanzan a la ronda élite.
- Ronda élite: los 28 equipos se dividen en siete grupos de cuatro equipos. Cada grupo se juega en formato de todos contra todos en uno de los equipos seleccionados como anfitriones después del sorteo. Los siete ganadores de grupo se clasifican para el torneo final.

## Ronda de clasificación

### Grupo 1
Sede: Suiza
| Equipo          | Pts | PJ | PG | PE | PP | GF | GC | Dif |
| --------------- | --- | -- | -- | -- | -- | -- | -- | --- |
| Grecia          | 7   | 3  | 2  | 1  | 0  | 6  | 1  | +5  |
| República Checa | 7   | 3  | 2  | 1  | 0  | 7  | 3  | +4  |
| Suiza (H)       | 3   | 3  | 1  | 0  | 2  | 4  | 5  | -1  |
| Andorra         | 0   | 3  | 0  | 0  | 3  | 0  | 8  | -8  |

| 21 de septiembre de 2022 | República Checa                    | 3:0 (1:0) | Andorra | Stade des Arbères, Meyrin, Suiza |                             |
| 14:00 (CET)              | - Mašek 25' - Beran 55' - Kubr 64' | Reporte   |         | Árbitro(s): Amine Kourgheli      | Árbitro(s): Amine Kourgheli |

| 21 de septiembre de 2022 | Suiza | 0:2 (0:1) | Grecia                        | Centre Sportif de Colovray, Nyon, Suiza |                               |
| 18:30 (CET)              |       | Reporte   | - 21' Spyrakos - 85' Koutsias | Árbitro(s): Henrik Nalbandyan           | Árbitro(s): Henrik Nalbandyan |

| 24 de septiembre de 2022 | Grecia                                       | 3:0 (2:0) | Andorra | Stade des Arbères, Meyrin, Suiza |                          |
| 14:00 (CET)              | - Tsikos 9' - Koutsias 36' - Kyriopoulos 75' | Reporte   |         | Árbitro(s): Sandi Putros         | Árbitro(s): Sandi Putros |

| 24 de septiembre de 2022 | República Checa                        | 3:2 (3:0) | Suiza                   | Centre Sportif de Colovray, Nyon, Suiza |                             |
| 18:30 (CET)              | - Šmiga 15' - Ševínský 27' - Mašek 29' | Reporte   | - 71', 84' Toggenburger | Árbitro(s): Amine Kourgheli             | Árbitro(s): Amine Kourgheli |

| 27 de septiembre de 2022 | Andorra | 0:2 (0:1) | Suiza                            | Centre Sportif de Colovray, Nyon, Suiza |                          |
| 18:30 (CET)              |         | Reporte   | - 34' Crescenti - 72' Gebreyesus | Árbitro(s): Sandi Putros                | Árbitro(s): Sandi Putros |

| 27 de septiembre de 2022 | Grecia         | 1:1 (0:0) | República Checa | Stade des Arbères, Meyrin, Suiza |                               |
| 18:30 (CET)              | - Spyrakos 75' | Reporte   | - 64' Šmiga     | Árbitro(s): Henrik Nalbandyan    | Árbitro(s): Henrik Nalbandyan |

### Grupo 2
Sede: Bulgaria
| Equipo       | Pts | PJ | PG | PE | PP | GF | GC | Dif |
| ------------ | --- | -- | -- | -- | -- | -- | -- | --- |
| Turquía      | 5   | 3  | 1  | 2  | 0  | 10 | 6  | +4  |
| Luxemburgo   | 5   | 3  | 1  | 2  | 0  | 5  | 4  | +1  |
| Bulgaria (H) | 5   | 3  | 1  | 2  | 0  | 2  | 1  | +1  |
| Azerbaiyán   | 0   | 3  | 0  | 0  | 3  | 1  | 7  | -6  |

| 21 de septiembre de 2022 | Turquía                                          | 4:4 (2:2) | Luxemburgo                                   | Albena 1, Albena, Bulgaria |                            |
| 12:00 (CET)              | - İnce 23', 76' - Satılmış 38' - Önal 62' (pen.) | Reporte   | - 4', 13', 68' Elshan - 73' (pen.) Rodrigues | Árbitro(s): Daniele Chiffi | Árbitro(s): Daniele Chiffi |

| 21 de septiembre de 2022 | Azerbaiyán | 0:1 (0:0) | Bulgaria                | Albena 1, Albena, Bulgaria   |                              |
| 16:00 (CET)              |            | Reporte   | - 90+3' (pen.) Stoyanov | Árbitro(s): Joonas Jaanovits | Árbitro(s): Joonas Jaanovits |

| 24 de septiembre de 2022 | Turquía                                                       | 5:1 (3:1) | Azerbaiyán              | Albena 1, Albena, Bulgaria        |                                   |
| 12:00 (CET)              | - Karapo 8' - Akman 10', 83' - İnce 28' (pen.) - Ortakaya 76' | Reporte   | - 44' (pen.) Akhundzade | Árbitro(s): Helgi Mikael Jónasson | Árbitro(s): Helgi Mikael Jónasson |

| 24 de septiembre de 2022 | Bulgaria | 0:0     | Luxemburgo | Albena 1, Albena, Bulgaria   |                              |
| 16:00 (CET)              |          | Reporte |            | Árbitro(s): Joonas Jaanovits | Árbitro(s): Joonas Jaanovits |

| 27 de septiembre de 2022 | Luxemburgo         | 1:0 (1:0) | Azerbaiyán | Albena 1, Albena, Bulgaria        |                                   |
| 16:00 (CET)              | - Elshan 7' (pen.) | Reporte   |            | Árbitro(s): Helgi Mikael Jónasson | Árbitro(s): Helgi Mikael Jónasson |

| 27 de septiembre de 2022 | Bulgaria            | 1:1 (0:0) | Turquía             | Spartak Stadium, Varna, Bulgaria |                            |
| 16:00 (CET)              | - Karapo 66' (a.g.) | Reporte   | - 70' (a.g.) Pavlov | Árbitro(s): Daniele Chiffi       | Árbitro(s): Daniele Chiffi |

### Grupo 3
| Equipo     | Pts | PJ | PG | PE | PP | GF | GC | Dif |
| ---------- | --- | -- | -- | -- | -- | -- | -- | --- |
| Ucrania    | 9   | 3  | 3  | 0  | 0  | 7  | 1  | +6  |
| Suecia (H) | 4   | 3  | 1  | 1  | 1  | 3  | 2  | +1  |
| Chipre     | 2   | 3  | 0  | 2  | 1  | 1  | 4  | -3  |
| Kosovo     | 1   | 3  | 0  | 1  | 2  | 0  | 4  | -4  |

| 17 de noviembre de 2022 | Ucrania           | 1:0 (0:0) | Kosovo | Nya Parken, Norrköping, Suecia |                             |
| 13:00 (CET)             | - Yarmolyuk 90+5' | Reporte   |        | Árbitro(s): Ishmael Barbara    | Árbitro(s): Ishmael Barbara |

| 17 de noviembre de 2022 | Chipre | 0:0     | Suecia | Nya Parken, Norrköping, Suecia |                           |
| 18:30 (CET)             |        | Reporte |        | Árbitro(s): Michal Ocenáš      | Árbitro(s): Michal Ocenáš |

| 20 de noviembre de 2022 | Ucrania                                                    | 4:1 (1:1) | Chipre      | Nya Parken, Norrköping, Suecia |                       |
| 13:00 (CET)             | - Varfolomieiev 10' (pen.) - Tsarenko 67', 69' - Fedor 79' | Reporte   | - 20' Savva | Árbitro(s): Ion Orlic          | Árbitro(s): Ion Orlic |

| 20 de noviembre de 2022 | Suecia                          | 3:0 (1:0) | Kosovo | Nya Parken, Norrköping, Suecia |                             |
| 18:30 (CET)             | - Swedberg 38' - Fatah 67', 73' | Reporte   |        | Árbitro(s): Ishmael Barbara    | Árbitro(s): Ishmael Barbara |

| 23 de noviembre de 2022 | Kosovo | 0:0     | Chipre | Saab Arena, Linköping, Suecia |                       |
| 18:00 (CET)             |        | Reporte |        | Árbitro(s): Ion Orlic         | Árbitro(s): Ion Orlic |

| 23 de noviembre de 2022 | Suecia | 0:2 (0:0) | Ucrania                      | Nya Parken, Norrköping, Suecia |                           |
| 18:00 (CET)             |        | Reporte   | - 58' Yarmolyuk - 77' Kholod | Árbitro(s): Michal Ocenáš      | Árbitro(s): Michal Ocenáš |

### Grupo 4
Sede: Gales
| Equipo    | Pts | PJ | PG | PE | PP | GF | GC | Dif |
| --------- | --- | -- | -- | -- | -- | -- | -- | --- |
| Irlanda   | 9   | 3  | 3  | 0  | 0  | 9  | 0  | +9  |
| Hungría   | 4   | 3  | 1  | 1  | 1  | 8  | 1  | +7  |
| Gales (H) | 4   | 3  | 1  | 1  | 1  | 9  | 4  | +5  |
| Gibraltar | 0   | 3  | 0  | 0  | 3  | 2  | 23 | -21 |

| 21 de septiembre de 2022 | Gales | 0:0     | Hungría | Nantporth, Bangor, Gales |                        |
| 17:00 (CET)              |       | Reporte |         | Árbitro(s): Igor Pajac   | Árbitro(s): Igor Pajac |

| 21 de septiembre de 2022 | Irlanda                                                                      | 6:0 (1:0) | Gibraltar | Rhyl Central Car Park, Denbighshire, Gales |                              |
| 17:00 (CET)              | - O’Mahony 12', 55', 58' - Lonergan 75' - Fraser 76' - Gonzalez 90+1' (a.g.) | Reporte   |           | Árbitro(s): Andrei Chivulete               | Árbitro(s): Andrei Chivulete |

| 24 de septiembre de 2022 | Hungría                                                                             | 8:0 (4:0) | Gibraltar | Rhyl Central Car Park, Denbighshire, Gales |                        |
| 14:00 (CET)              | - Drágoner 4', 9' - Berki 29', 32' - Gruber 57' - Tuboly 60' - Kiss 64' - Jurek 88' | Reporte   |           | Árbitro(s): Igor Pajac                     | Árbitro(s): Igor Pajac |

| 24 de septiembre de 2022 | Irlanda                             | 2:0 (0:0) | Gales | Nantporth, Bangor, Gales           |                                    |
| 14:00 (CET)              | - Ferizaj 87' - Umeh-Chibueze 90+3' | Reporte   |       | Árbitro(s): Vitālijs Spasjoņņikovs | Árbitro(s): Vitālijs Spasjoņņikovs |

| 27 de septiembre de 2022 | Gibraltar                       | 2:9 (0:4) | Gales | Racecourse Ground, Wrexham, Gales  |                                    |
| 19:00 (CET)              | - Huart 44' - Emrani 58' (pen.) | Reporte   | - 4' Hanks - 23', 90+4' (pen.) Popov - 37' Lloyd - 38' Wigley - 70' Crole - 79' Congreve - 84' Williams - 88' Colwill | Árbitro(s): Vitālijs Spasjoņņikovs | Árbitro(s): Vitālijs Spasjoņņikovs |

| 27 de septiembre de 2022 | Hungría | 0:1 (0:1) | Irlanda        | Nantporth, Bangor, Gales     |                              |
| 19:00 (CET)              |         | Reporte   | - 27' Lonergan | Árbitro(s): Andrei Chivulete | Árbitro(s): Andrei Chivulete |

### Grupo 5
Sede: Polonia
| Equipo               | Pts | PJ | PG | PE | PP | GF | GC | Dif |
| -------------------- | --- | -- | -- | -- | -- | -- | -- | --- |
| Polonia (H)          | 6   | 3  | 2  | 0  | 1  | 4  | 1  | +3  |
| Estonia              | 6   | 3  | 2  | 0  | 1  | 5  | 4  | +1  |
| Italia               | 6   | 3  | 2  | 0  | 1  | 4  | 4  | 0   |
| Bosnia y Herzegovina | 0   | 3  | 0  | 0  | 3  | 4  | 8  | -4  |

| 21 de septiembre de 2022 | Italia | 0:2 (0:0) | Estonia                          | Estadio Municipal de Rumia, Rumia, Polonia |                            |
| 12:00 (CET)              |        | Reporte   | - 90' Kondratski - 90+3' Õunapuu | Árbitro(s): Arda Kardeşler                 | Árbitro(s): Arda Kardeşler |

| 21 de septiembre de 2022 | Bosnia y Herzegovina | 0:2 (0:1) | Polonia                         | Estadio Municipal de Gdynia, Gdynia, Polonia |                                 |
| 18:00 (CET)              |                      | Reporte   | - 40' Kowalczyk - 88' Michalski | Árbitro(s): Matthew De Gabriele              | Árbitro(s): Matthew De Gabriele |

| 24 de septiembre de 2022 | Italia                                     | 3:2 (1:1) | Bosnia y Herzegovina       | Estadio Municipal de Rumia, Rumia, Polonia |                             |
| 12:00 (CET)              | - Vignato 2' (pen.), 63' (pen.) - Hasa 88' | Reporte   | - 38' Šakota - 74' Prskalo | Árbitro(s): Miloš Milanović                | Árbitro(s): Miloš Milanović |

| 24 de septiembre de 2022 | Polonia                  | 2:0 (0:0) | Estonia | Estadio Municipal de Gdynia, Gdynia, Polonia |                                 |
| 18:00 (CET)              | - Pieńko 65' (pen.), 68' | Reporte   |         | Árbitro(s): Matthew De Gabriele              | Árbitro(s): Matthew De Gabriele |

| 27 de septiembre de 2022 | Estonia                                   | 3:2 (0:2) | Bosnia y Herzegovina       | Estadio Municipal de Rumia, Rumia, Polonia |                             |
| 14:00 (CET)              | - Lehtmets 56' - Luts 86' - Õunapuu 90+4' | Reporte   | - 25' Kahvić - 30' Prskalo | Árbitro(s): Miloš Milanović                | Árbitro(s): Miloš Milanović |

| 27 de septiembre de 2022 | Polonia | 0:1 (0:0) | Italia                 | Estadio Municipal de Gdynia, Gdynia, Polonia |                            |
| 14:00 (CET)              |         | Reporte   | - 90+4' (pen.) Vignato | Árbitro(s): Arda Kardeşler                   | Árbitro(s): Arda Kardeşler |

### Grupo 6
Sede: Rumania
| Equipo      | Pts | PJ | PG | PE | PP | GF | GC | Dif |
| ----------- | --- | -- | -- | -- | -- | -- | -- | --- |
| Rumania (H) | 5   | 3  | 1  | 2  | 0  | 2  | 0  | +2  |
| Letonia     | 5   | 3  | 1  | 2  | 0  | 1  | 0  | +1  |
| Austria     | 4   | 3  | 1  | 1  | 1  | 2  | 2  | 0   |
| Lituania    | 1   | 3  | 0  | 1  | 2  | 0  | 3  | -3  |

| 21 de septiembre de 2022 | Austria                  | 2:0 (1:0) | Lituania | Buftea Football Center, Buftea, Rumania |                       |
| 14:00 (CET)              | - Reischl 44' - Wels 62' | Reporte   |          | Árbitro(s): Genc Nuza                   | Árbitro(s): Genc Nuza |

| 21 de septiembre de 2022 | Letonia | 0:0     | Rumania | Buftea Football Center, Buftea, Rumania |                         |
| 19:00 (CET)              |         | Reporte |         | Árbitro(s): David Munro                 | Árbitro(s): David Munro |

| 24 de septiembre de 2022 | Austria | 0:0     | Letonia | Buftea Football Center, Buftea, Rumania |                                 |
| 14:00 (CET)              |         | Reporte |         | Árbitro(s): Ashot Ghaltakhchyan         | Árbitro(s): Ashot Ghaltakhchyan |

| 24 de septiembre de 2022 | Rumania | 0:0     | Lituania | Estadio Anghel Iordănescu, Voluntari, Rumania |                         |
| 19:00 (CET)              |         | Reporte |          | Árbitro(s): David Munro                       | Árbitro(s): David Munro |

| 27 de septiembre de 2022 | Lituania | 0:1 (0:0) | Letonia        | Buftea Football Center, Buftea, Rumania |                                 |
| 17:00 (CET)              |          | Reporte   | - 77' Lizunovs | Árbitro(s): Ashot Ghaltakhchyan         | Árbitro(s): Ashot Ghaltakhchyan |

| 27 de septiembre de 2022 | Rumania                          | 2:0 (1:0) | Austria | Estadio Anghel Iordănescu, Voluntari, Rumania |                       |
| 17:00 (CET)              | - Burnete 41' - Rădăslăvescu 75' | Reporte   |         | Árbitro(s): Genc Nuza                         | Árbitro(s): Genc Nuza |

### Grupo 7
Sede: Bélgica
| Equipo      | Pts           | PJ            | PG            | PE            | PP            | GF            | GC            | Dif           |
| ----------- | ------------- | ------------- | ------------- | ------------- | ------------- | ------------- | ------------- | ------------- |
| España      | 4             | 2             | 1             | 1             | 0             | 5             | 0             | +5            |
| Bélgica (H) | 4             | 2             | 1             | 1             | 0             | 3             | 1             | +2            |
| Albania     | 0             | 2             | 0             | 0             | 2             | 1             | 8             | -7            |
| Rusia       | Descalificado | Descalificado | Descalificado | Descalificado | Descalificado | Descalificado | Descalificado | Descalificado |

| 21 de septiembre de 2022 | Albania    | 1:3 (0:0) | Bélgica                                       | Stedelijk Sportstadion Hasselt, Hasselt, Bélgica |                          |
| 16:00 (CET)              | - Daka 51' | Reporte   | - 47' Sadiki - 64' Stroeykens - 90+6' Vermant | Árbitro(s): Luka Bilbija                         | Árbitro(s): Luka Bilbija |

| 24 de septiembre de 2022 | España                                                                        | 5:0 (3:0) | Albania | Bocholter, Bocholt, Bélgica        |                                    |
| 16:00 (CET)              | - Manuel Ángel 7' - Gharbi 18' - Gasiorowski 29' - Martínez 74' - Barberà 82' | Reporte   |         | Árbitro(s): Ivar Orri Kristjansson | Árbitro(s): Ivar Orri Kristjansson |

| 27 de septiembre de 2022 | Bélgica | 0:0     | España | KRC Genk Arena - Stadium B, Genk, Bélgica |                                |
| 16:00 (CET)              |         | Reporte |        | Árbitro(s): Damian Sylwestrzak            | Árbitro(s): Damian Sylwestrzak |

### Grupo 8
Sede: Escocia
| Equipo      | Pts | PJ | PG | PE | PP | GF | GC | Dif |
| ----------- | --- | -- | -- | -- | -- | -- | -- | --- |
| Francia     | 9   | 3  | 3  | 0  | 0  | 12 | 1  | +11 |
| Islandia    | 6   | 3  | 2  | 0  | 1  | 5  | 3  | +2  |
| Escocia (H) | 3   | 3  | 1  | 0  | 2  | 6  | 6  | 0   |
| Kazajistán  | 0   | 3  | 0  | 0  | 3  | 3  | 16 | -13 |

| 16 de noviembre de 2022 | Francia                                                                         | 7:0 (2:0) | Kazajistán | Cappielow Park, Greenock, Escocia |                            |
| 15:00 (CET)             | - Tel 20' (pen.), 59', 90+1' - Diop 33', 75' (pen.) - Ugochukwu 55' - Mokwa 89' | Reporte   |            | Árbitro(s): Georgi Davidov        | Árbitro(s): Georgi Davidov |

| 16 de noviembre de 2022 | Islandia        | 1:0(0:0) | Escocia | Firhill Stadium, Glasgow, Escocia |                             |
| 20:30 (CET)             | - Óskarsson 70' | Reporte  |         | Árbitro(s): Dumitri Muntean       | Árbitro(s): Dumitri Muntean |

| 19 de noviembre de 2022 | Escocia                                                        | 5:2 (2:1) | Kazajistán                   | Somerset Park, Ayr, Escocia |                            |
| 16:00 (CET)             | - Ure 5', 63' - Anderson 41' - Adam 78' - Awokoya-Mebude 90+2' | Reporte   | - 28' Trufanov - 62' Askarov | Árbitro(s): Georgi Davidov  | Árbitro(s): Georgi Davidov |

| 19 de noviembre de 2022 | Francia                  | 2:0 (1:0) | Islandia | Cappielow Park, Greenock, Escocia |                       |
| 16:00 (CET)             | - De Lima 10' - Koré 69' | Reporte   |          | Árbitro(s): Snir Levy             | Árbitro(s): Snir Levy |

| 22 de noviembre de 2022 | Kazajistán         | 1:4 (1:4) | Islandia                                             | Rangers Training Centre, Glasgow, Escocia |                       |
| 14:00 (CET)             | - Popov 43' (pen.) | Reporte   | - 4', 28' Óskarsson - 13' Birgisson - 45' Mikaelsson | Árbitro(s): Snir Levy                     | Árbitro(s): Snir Levy |

| 22 de noviembre de 2022 | Escocia            | 1:3 (0:3) | Francia                          | Somerset Park, Ayr, Escocia |                             |
| 20:30 (CET)             | - Carse 78' (pen.) | Reporte   | - 20', 29' (pen.) Tel - 31' Diop | Árbitro(s): Dumitri Muntean | Árbitro(s): Dumitri Muntean |

### Grupo 9
Sede: Dinamarca
| Equipo        | Pts | PJ | PG | PE | PP | GF | GC | Dif |
| ------------- | --- | -- | -- | -- | -- | -- | -- | --- |
| Inglaterra    | 9   | 3  | 3  | 0  | 0  | 12 | 2  | +10 |
| Dinamarca (H) | 6   | 3  | 2  | 0  | 1  | 11 | 6  | +5  |
| Montenegro    | 3   | 3  | 1  | 0  | 2  | 4  | 9  | -5  |
| Georgia       | 0   | 3  | 0  | 0  | 3  | 2  | 12 | -10 |

| 21 de septiembre de 2022 | Georgia          | 1:3 (0:2) | Dinamarca                                    | Estadio Hjørring, Hjørring, Dinamarca |                              |
| 14:00 (CET)              | - Gotsiridze 87' | Reporte   | - 37' Ross - 40' Bundgaard - 67' Christensen | Árbitro(s): César Soto Grado          | Árbitro(s): César Soto Grado |

| 21 de septiembre de 2022 | Inglaterra                   | 2:0 (0:0) | Montenegro | Estadio Hobro, Hobro, Dinamarca    |                                    |
| 18:00 (CET)              | - Chambers 61' - Perkins 76' | Reporte   |            | Árbitro(s): Marian Alexandru Barbu | Árbitro(s): Marian Alexandru Barbu |

| 24 de septiembre de 2022 | Inglaterra                                                        | 6:0 (3:0) | Georgia | Estadio Hjørring, Hjørring, Dinamarca |                                |
| 14:00 (CET)              | - Perkins 9', 19' (pen.), 42' - Cannonier 51', 90+4' - Forson 58' | Reporte   |         | Árbitro(s): Kristoffer Hagenes        | Árbitro(s): Kristoffer Hagenes |

| 24 de septiembre de 2022 | Dinamarca                                                                    | 6:1 (4:0) | Montenegro             | Estadio Hobro, Hobro, Dinamarca    |                                    |
| 18:00 (CET)              | - Bøndergaard 3' - Christensen 8', 27' - Dorgu 37' - Horneman 53' - Lyng 79' | Reporte   | - 67' (pen.) Đukanović | Árbitro(s): Marian Alexandru Barbu | Árbitro(s): Marian Alexandru Barbu |

| 27 de septiembre de 2022 | Montenegro                           | 3:1 (1:0) | Georgia                | Estadio Hjørring, Hjørring, Dinamarca |                                |
| 14:00 (CET)              | - Pavičević 43' - Đukanović 73', 77' | Reporte   | - 54' Tskhovrebashvili | Árbitro(s): Kristoffer Hagenes        | Árbitro(s): Kristoffer Hagenes |

| 27 de septiembre de 2022 | Dinamarca       | 2:4 (0:0) | Inglaterra                                          | Estadio Hobro, Hobro, Dinamarca |                              |
| 14:00 (CET)              | - Ross 51', 76' | Reporte   | - 49' Perkins - 54' Hall - 73' Forson - 90+3' Gyabi | Árbitro(s): César Soto Grado    | Árbitro(s): César Soto Grado |

### Grupo 10
Sede: Macedonia del Norte
| Equipo                  | Pts | PJ | PG | PE | PP | GF | GC | Dif |
| ----------------------- | --- | -- | -- | -- | -- | -- | -- | --- |
| Serbia                  | 9   | 3  | 3  | 0  | 0  | 8  | 1  | +7  |
| Noruega                 | 6   | 3  | 2  | 0  | 1  | 8  | 4  | +4  |
| Macedonia del Norte (H) | 3   | 3  | 1  | 0  | 2  | 5  | 8  | -3  |
| San Marino              | 0   | 3  | 0  | 0  | 3  | 0  | 8  | -8  |

| 17 de noviembre de 2022 | Macedonia del Norte | 1:2 (0:1) | Serbia                    | Petar Miloševski Training Centre, Skopie, Macedonia del Norte |                                       |
| 15:00 (CET)             | - Zenku 86'         | Reporte   | - 35' (pen.), 80' Lazetić | Árbitro(s): Christian-Petru Ciochirca                         | Árbitro(s): Christian-Petru Ciochirca |

| 17 de noviembre de 2022 | Noruega                    | 2:0 (0:0) | San Marino | Estadio Ǵorče Petrov, Skopie, Macedonia del Norte |                               |
| 15:00 (CET)             | - Flataker 56', 88' (pen.) | Reporte   |            | Árbitro(s): Mohammed Al-emara                     | Árbitro(s): Mohammed Al-emara |

| 20 de noviembre de 2022 | Serbia                                                | 4:0 (1:0) | San Marino | Estadio Ǵorče Petrov, Skopie, Macedonia del Norte |                          |
| 15:00 (CET)             | - Leković 23' - Kabić 67' - Mijatović 77' - Simic 87' | Reporte   |            | Árbitro(s): Rob Hennessy                          | Árbitro(s): Rob Hennessy |

| 20 de noviembre de 2022 | Noruega                                                           | 6:2 (4:2) | Macedonia del Norte      | Petar Miloševski Training Centre, Skopie, Macedonia del Norte |                               |
| 15:00 (CET)             | - Nusa 10', 32' - Hansen-Aarøen 16', 40' - Eng 57' - Gjengaar 70' | Reporte   | - 6' Zenku - 20' Trajkov | Árbitro(s): Mohammed Al-emara                                 | Árbitro(s): Mohammed Al-emara |

| 23 de noviembre de 2022 | San Marino | 0:2 (0:1) | Macedonia del Norte          | Petar Miloševski Training Centre, Skopie, Macedonia del Norte |                          |
| 15:00 (CET)             |            | Reporte   | - 36' Trajkov - 90+4' Nazifi | Árbitro(s): Rob Hennessy                                      | Árbitro(s): Rob Hennessy |

| 23 de noviembre de 2022 | Serbia                          | 2:0 (0:0) | Noruega | Estadio Ǵorče Petrov, Skopie, Macedonia del Norte |                                       |
| 15:00 (CET)             | - Lazetić 57' - Miladinović 86' | Reporte   |         | Árbitro(s): Christian-Petru Ciochirca             | Árbitro(s): Christian-Petru Ciochirca |

### Grupo 11
Sede: Croacia
| Equipo      | Pts | PJ | PG | PE | PP | GF | GC | Dif |
| ----------- | --- | -- | -- | -- | -- | -- | -- | --- |
| Croacia (H) | 6   | 3  | 2  | 0  | 1  | 10 | 2  | +8  |
| Israel      | 6   | 3  | 2  | 0  | 1  | 6  | 3  | +3  |
| Finlandia   | 6   | 3  | 2  | 0  | 1  | 7  | 6  | +1  |
| Islas Feroe | 0   | 3  | 0  | 0  | 3  | 1  | 13 | -12 |

| 16 de noviembre de 2022 | Finlandia | 0:4 (0:2) | Israel                                 | Estadio Branko Čavlović-Čavlek, Karlovac, Croacia |                                |
| 13:00 (CET)             |           | Reporte   | - 18' Binyamin - 21', 65', 90' Lugassy | Árbitro(s): Robert Ian Jenkins                    | Árbitro(s): Robert Ian Jenkins |

| 16 de noviembre de 2022 | Croacia                                                                         | 6:0 (2:0) | Islas Feroe | Sport Centre Rudes, Zagreb, Croacia |                              |
| 14:00 (CET)             | - Rukavina 38' - Brajković 39', 55', 60' - Johannesen 53' (a.g.) - Brkljača 82' | Reporte   |             | Árbitro(s): Igor Stojchevski        | Árbitro(s): Igor Stojchevski |

| 19 de noviembre de 2022 | Israel                          | 2:0 (0:0) | Islas Feroe | Stadion sv. Josipa Radnika, Sesvete, Croacia |                             |
| 13:00 (CET)             | - Feingold 60' - Binyamin 90+4' | Reporte   |             | Árbitro(s): Philip Farrugia                  | Árbitro(s): Philip Farrugia |

| 19 de noviembre de 2022 | Croacia     | 1:2 (1:2) | Finlandia                     | Sport Centre Rudes, Zagreb, Croacia |                                |
| 14:00 (CET)             | - Prpić 24' | Reporte   | - 18' Bushara - 21' Vidjeskog | Árbitro(s): Robert Ian Jenkins      | Árbitro(s): Robert Ian Jenkins |

| 22 de noviembre de 2022 | Islas Feroe   | 1:5 (1:5) | Finlandia                                                      | Estadio Branko Čavlović-Čavlek, Karlovac, Croacia |                             |
| 14:00 (CET)             | - Sørensen 2' | Reporte   | - 4' Talvitie - 11' Bushara - 32', 40' Lötjönen - 36' Liimatta | Árbitro(s): Philip Farrugia                       | Árbitro(s): Philip Farrugia |

| 22 de noviembre de 2022 | Israel | 0:3 (0:3) | Croacia                            | Sport Centre Rudes, Zagreb, Croacia |                              |
| 14:00 (CET)             |        | Reporte   | - 2', 34' Zvonarek - 12' Brajković | Árbitro(s): Igor Stojchevski        | Árbitro(s): Igor Stojchevski |

### Grupo 12
Sede: Alemania
| Equipo       | Pts | PJ | PG | PE | PP | GF | GC | Dif |
| ------------ | --- | -- | -- | -- | -- | -- | -- | --- |
| Alemania (H) | 9   | 3  | 3  | 0  | 0  | 11 | 1  | +10 |
| Eslovaquia   | 4   | 3  | 1  | 1  | 1  | 3  | 2  | +1  |
| Bielorrusia  | 2   | 3  | 0  | 2  | 1  | 3  | 7  | -4  |
| Armenia      | 1   | 3  | 0  | 1  | 2  | 1  | 8  | -7  |

| 21 de septiembre de 2022 | Alemania                                                     | 5:0 (2:0) | Armenia | GWG-Stadion Flutmulde, Gifhorn, Alemania |                            |
| 12:00 (CET)              | - Gruda 24' - Damar 33' - Topp 69' (pen.), 79' - Ullrich 89' | Reporte   |         | Árbitro(s): Darren England               | Árbitro(s): Darren England |

| 21 de septiembre de 2022 | Bielorrusia     | 1:1 (0:0) | Eslovaquia   | GWG-Stadion Flutmulde, Gifhorn, Alemania |                          |
| 17:00 (CET)              | - Shumanski 46' | Reporte   | - 53' Gajdoš | Árbitro(s): Balázs Berke                 | Árbitro(s): Balázs Berke |

| 24 de septiembre de 2022 | Eslovaquia                 | 2:0 (0:0) | Armenia | Estadio Konrad Koch, Brunswick, Alemania |                            |
| 11:00 (CET)              | - Gajdoš 71' - Masaryk 77' | Reporte   |         | Árbitro(s): Darren England               | Árbitro(s): Darren England |

| 24 de septiembre de 2022 | Alemania                                                | 5:1 (1:0) | Bielorrusia            | Estadio Konrad Koch, Brunswick, Alemania |                            |
| 16:00 (CET)              | - Damar 31', 74' (pen.) - Topp 79', 86' - Ullrich 90+4' | Reporte   | - 62' (pen.) Shumanski | Árbitro(s): Jamie Robinson               | Árbitro(s): Jamie Robinson |

| 27 de septiembre de 2022 | Armenia         | 1:1 (0:0) | Bielorrusia  | GWG-Stadion Flutmulde, Gifhorn, Alemania |                            |
| 16:00 (CET)              | - Tovmasyan 64' | Reporte   | - 60' Aheyeu | Árbitro(s): Jamie Robinson               | Árbitro(s): Jamie Robinson |

| 27 de septiembre de 2022 | Eslovaquia | 0:1 (0:0) | Alemania             | Estadio Konrad Koch, Brunswick, Alemania |                          |
| 16:00 (CET)              |            | Reporte   | - 59' (pen.) Tohumcu | Árbitro(s): Balázs Berke                 | Árbitro(s): Balázs Berke |

### Grupo 13
Sede: Países Bajos
| Equipo            | Pts | PJ | PG | PE | PP | GF | GC | Dif |
| ----------------- | --- | -- | -- | -- | -- | -- | -- | --- |
| Eslovenia         | 5   | 3  | 1  | 2  | 0  | 6  | 2  | +4  |
| Irlanda del Norte | 5   | 3  | 1  | 2  | 0  | 4  | 2  | +2  |
| Países Bajos (H)  | 5   | 3  | 1  | 2  | 0  | 2  | 0  | +2  |
| Moldavia          | 0   | 3  | 0  | 0  | 3  | 0  | 8  | -8  |

| 21 de septiembre de 2022 | Irlanda del Norte | 2:2 (2:0) | Eslovenia                   | Sportpark Marsdijk, Assen, Países Bajos |                             |
| 19:30 (CET)              | - Kelly 33', 39'  | Reporte   | - 76' Kuzmić - 90' Potočnik | Árbitro(s): Sayat Karabayev             | Árbitro(s): Sayat Karabayev |

| 21 de septiembre de 2022 | Países Bajos                | 2:0 (0:0) | Moldavia | Sportpark De Boshoek, Hardenberg, Países Bajos |                         |
| 19:30 (CET)              | - Strijdonck 67' - Haen 87' | Reporte   |          | Árbitro(s): Joni Hyytiä                        | Árbitro(s): Joni Hyytiä |

| 24 de septiembre de 2022 | Eslovenia                                             | 4:0 (2:0) | Moldavia | Sportpark De Boshoek, Hardenberg, Países Bajos |                             |
| 15:00 (CET)              | - Potočnik 21' (pen.), 63' - Černe 29' - Turudija 73' | Reporte   |          | Árbitro(s): Sayat Karabayev                    | Árbitro(s): Sayat Karabayev |

| 24 de septiembre de 2022 | Países Bajos | 0:0     | Irlanda del Norte | Sportpark Marsdijk, Assen, Países Bajos |                            |
| 15:00 (CET)              |              | Reporte |                   | Árbitro(s): Vítor Ferreira              | Árbitro(s): Vítor Ferreira |

| 27 de septiembre de 2022 | Moldavia | 0:2 (0:0) | Irlanda del Norte             | Sportpark Marsdijk, Assen, Países Bajos |                         |
| 19:30 (CET)              |          | Reporte   | - 72' Marshall - 84' Scannell | Árbitro(s): Joni Hyytiä                 | Árbitro(s): Joni Hyytiä |

| 27 de septiembre de 2022 | Eslovenia | 0:0     | Países Bajos | Sportpark De Boshoek, Hardenberg, Países Bajos |                            |
| 19:30 (CET)              |           | Reporte |              | Árbitro(s): Vítor Ferreira                     | Árbitro(s): Vítor Ferreira |

### Ranking de los terceros puestos
Para determinar el mejor tercer clasificado de la ronda clasificatoria que avanza a la ronda élite, solo se tienen en cuenta los resultados de los terceros clasificados frente al primer y segundo clasificado de su grupo.
| Pos. | Grupo | Equipo              | PJ | PG | PE | PP | GF | GC | DG | Pts |
| ---- | ----- | ------------------- | -- | -- | -- | -- | -- | -- | -- | --- |
| 1    | 5     | Italia              | 2  | 1  | 0  | 1  | 1  | 2  | -1 | 3   |
| 2    | 11    | Finlandia           | 2  | 1  | 0  | 1  | 2  | 5  | -3 | 3   |
| 3    | 2     | Bulgaria            | 2  | 0  | 2  | 0  | 1  | 1  | 0  | 2   |
| 4    | 13    | Países Bajos        | 2  | 0  | 2  | 0  | 0  | 0  | 0  | 2   |
| 5    | 6     | Austria             | 2  | 0  | 1  | 1  | 0  | 2  | -2 | 1   |
| 6    | 4     | Gales               | 2  | 0  | 1  | 1  | 1  | 24 | -3 | 1   |
| 7    | 3     | Chipre              | 2  | 0  | 0  | 2  | 2  | 5  | -3 | 1   |
| 8    | 12    | Bielorrusia         | 2  | 0  | 1  | 1  | 2  | 6  | -4 | 1   |
| 9    | 1     | Suiza               | 2  | 0  | 0  | 2  | 2  | 5  | -3 | 0   |
| 10   | 8     | Escocia             | 2  | 0  | 0  | 2  | 1  | 4  | -3 | 0   |
| 11   | 10    | Macedonia del Norte | 2  | 0  | 0  | 2  | 3  | 8  | -5 | 0   |
| 12   | 9     | Montenegro          | 2  | 0  | 0  | 2  | 1  | 8  | -7 | 0   |
| 13   | 7     | Albania             | 2  | 0  | 0  | 2  | 1  | 8  | -7 | 0   |

## Ronda élite
El sorteo de la ronda élite se llevó a cabo el 8 de diciembre de 2022, en la sede de la UEFA en Nyon, Suiza.

### Grupo 1
Sede: Francia
| Equipo            | Pts | PJ | PG | PE | PP | GF | GC | Dif |
| ----------------- | --- | -- | -- | -- | -- | -- | -- | --- |
| Noruega           | 9   | 3  | 3  | 0  | 0  | 11 | 3  | +8  |
| Francia (H)       | 6   | 3  | 2  | 0  | 1  | 6  | 4  | +2  |
| Rumania           | 3   | 3  | 1  | 0  | 2  | 5  | 9  | -4  |
| Irlanda del Norte | 0   | 3  | 0  | 0  | 3  | 3  | 9  | -6  |

| 22 de marzo de 2023 | Noruega                                                             | 4:0 (3:0) | Rumania | Stade Jacques-Mazzuca, Saran, Francia |                         |
| 15:00 (CET)         | - Hansen-Aarøen 4' - Wassberg 14' - Schjelderup 25' - Riisnæs 90+4' | Reporte   |         | Árbitro(s): Ante Čulina               | Árbitro(s): Ante Čulina |

| 22 de marzo de 2023 | Francia       | 1:0 (1:0) | Irlanda del Norte | Stade de la Source, Orleans, Francia |                           |
| 18:00 (CET)         | - Odobert 15' | Reporte   |                   | Árbitro(s): Miloš Gigovic            | Árbitro(s): Miloš Gigovic |

| 25 de marzo de 2023 | Rumania                       | 3:1 (1:0) | Irlanda del Norte     | Stade Jacques-Mazzuca, Saran, Francia |                         |
| 15:00 (CET)         | - Borza 43', 75' - Mazilu 90' | Reporte   | - 58' (pen.) Marshall | Árbitro(s): Ante Čulina               | Árbitro(s): Ante Čulina |

| 25 de marzo de 2023 | Francia         | 1:2 (1:1) | Noruega                   | Stade de la Source, Orleans, Francia |                            |
| 18:00 (CET)         | - Ben Seghir 8' | Reporte   | - 36' Roaldsoy - 81' Nusa | Árbitro(s): Sven Jablonski           | Árbitro(s): Sven Jablonski |

| 28 de marzo de 2023 | Rumania               | 2:4 (1:3) | Francia                                                     | Stade de la Source, Orleans, Francia |                            |
| 13:00 (CET)         | - Pop 30' - Trică 77' | Reporte   | - 13' Diop - 15' Efekele - 43' Doué - 81' (pen.) Ben Seghir | Árbitro(s): Sven Jablonski           | Árbitro(s): Sven Jablonski |

| 28 de marzo de 2023 | Irlanda del Norte   | 2:5 (1:2) | Noruega                                                                 | Stade Jacques-Mazzuca, Saran, Francia |                           |
| 13:00 (CET)         | - Marshall 38', 59' | Reporte   | - 17' Murugesapillai - 45+1', 61' Eng - 56' (pen.), 89' (pen.) Flataker | Árbitro(s): Miloš Gigovic             | Árbitro(s): Miloš Gigovic |

### Grupo 2
Sede: Alemania
| Equipo       | Pts | PJ | PG | PE | PP | GF | GC | Dif |
| ------------ | --- | -- | -- | -- | -- | -- | -- | --- |
| Italia       | 5   | 3  | 1  | 2  | 0  | 5  | 4  | +1  |
| Alemania (H) | 4   | 3  | 1  | 1  | 1  | 6  | 4  | +2  |
| Bélgica      | 3   | 3  | 0  | 3  | 0  | 3  | 3  | 0   |
| Eslovenia    | 2   | 3  | 0  | 2  | 1  | 0  | 3  | -3  |

| 22 de marzo de 2023 | Alemania                   | 2:3 (0:2) | Italia                            | Weserstadion Platz 11, Bremen, Alemania |                              |
| 12:00 (CET)         | - Damar 53' - Kabadayi 59' | Reporte   | - 18', 67' Pisilli - 24' D'Andrea | Árbitro(s): Atilla Karaoglan            | Árbitro(s): Atilla Karaoglan |

| 22 de marzo de 2023 | Bélgica | 0:0     | Eslovenia | BSA Obervieland, Bremen, Alemania |                        |
| 16:00 (CET)         |         | Reporte |           | Árbitro(s): Ivo Torres            | Árbitro(s): Ivo Torres |

| 25 de marzo de 2023 | Eslovenia | 0:0     | Italia | BSA Obervieland, Bremen, Alemania |                             |
| 12:00 (CET)         |           | Reporte |        | Árbitro(s): Andreas Argyrou       | Árbitro(s): Andreas Argyrou |

| 25 de marzo de 2023 | Alemania   | 1:1 (1:1) | Bélgica              | Sportplatz Vinnenweg, Bremen, Alemania |                        |
| 16:00 (CET)         | - Topp 15' | Reporte   | - 30' (pen.) Vermant | Árbitro(s): Ivo Torres                 | Árbitro(s): Ivo Torres |

| 28 de marzo de 2023 | Eslovenia | 0:3 (0:2) | Alemania                                        | Weserstadion Platz 11, Bremen, Alemania |                             |
| 10:00 (CET)         |           | Reporte   | - Tresoldi 26' - Ullrich 37' (pen.) - Diehl 68' | Árbitro(s): Andreas Argyrou             | Árbitro(s): Andreas Argyrou |

| 28 de marzo de 2023 | Italia                                        | 2:2 (1:1) | Bélgica                               | Sportplatz Vinnenweg, Bremen, Alemania |                              |
| 10:00 (CET)         | - D'Andrea 45+2' (pen.) - Esposito 51' (pen.) | Reporte   | - 8' Bassette - 85' (pen.) Stroeykens | Árbitro(s): Atilla Karaoglan           | Árbitro(s): Atilla Karaoglan |

### Grupo 3
Sede: España
| Equipo     | Pts | PJ | PG | PE | PP | GF | GC | Dif |
| ---------- | --- | -- | -- | -- | -- | -- | -- | --- |
| España (H) | 7   | 3  | 2  | 1  | 0  | 8  | 0  | +8  |
| Dinamarca  | 7   | 3  | 2  | 1  | 0  | 6  | 2  | +4  |
| Luxemburgo | 3   | 3  | 1  | 0  | 2  | 3  | 9  | -8  |
| Ucrania    | 0   | 3  | 0  | 0  | 3  | 2  | 8  | -6  |

| 22 de marzo de 2023 | Dinamarca | 0:0     | España | Estadio Francisco de la Hera, Almendralejo, España |                           |
| 17:00 (CET)         |           | Reporte |        | Árbitro(s): Erkan Özdamar                          | Árbitro(s): Erkan Özdamar |

| 22 de marzo de 2023 | Ucrania       | 1:2 (1:1) | Luxemburgo        | Estadio Municipal Villanovense, Villanueva de la Serena, España |                                |
| 20:00 (CET)         | - Horbach 12' | Reporte   | - 17', 59' Elshan | Árbitro(s): Damian Sylwestrzak                                  | Árbitro(s): Damian Sylwestrzak |

| 25 de marzo de 2023 | Ucrania        | 1:2 (1:1) | Dinamarca                   | Estadio Francisco de la Hera, Almendralejo, España |                         |
| 16:00 (CET)         | - Tsarenko 31' | Reporte   | - 45' Dorgu - 50' Sertdemir | Árbitro(s): David Smajc                            | Árbitro(s): David Smajc |

| 25 de marzo de 2023 | España                                           | 4:0 (2:0) | Luxemburgo | Estadio Municipal Villanovense, Villanueva de la Serena, España |                                |
| 18:00 (CET)         | - Palacios 6' - Alarcón 28', 90+1' - Barberà 60' | Reporte   |            | Árbitro(s): Damian Sylwestrzak                                  | Árbitro(s): Damian Sylwestrzak |

| 28 de marzo de 2023 | España                                                   | 4:0 (3:0) | Ucrania | Estadio Municipal Villanovense, Villanueva de la Serena, España |                           |
| 16:00 (CET)         | - Palacios 3' - Alarcón 7' - Rodríguez 22' - Barberà 59' | Reporte   |         | Árbitro(s): Erkan Özdamar                                       | Árbitro(s): Erkan Özdamar |

| 28 de marzo de 2023 | Luxemburgo    | 1:4 (1:1) | Dinamarca                                       | Estadio Francisco de la Hera, Almendralejo, España |                         |
| 16:00 (CET)         | - Dardari 20' | Reporte   | - 14' Sertdemir - 78', 80' Bundgaard - 83' Ross | Árbitro(s): David Smajc                            | Árbitro(s): David Smajc |

### Grupo 4
Sede: Portugal
| Equipo          | Pts | PJ | PG | PE | PP | GF | GC | Dif |
| --------------- | --- | -- | -- | -- | -- | -- | -- | --- |
| Portugal (H)    | 9   | 3  | 3  | 0  | 0  | 7  | 0  | +7  |
| República Checa | 6   | 3  | 2  | 0  | 1  | 6  | 6  | 0   |
| Suecia          | 1   | 3  | 0  | 1  | 2  | 3  | 5  | -2  |
| Croacia         | 1   | 3  | 0  | 1  | 2  | 2  | 7  | -5  |

| 22 de marzo de 2023 | República Checa                    | 3:1 (1:1) | Croacia     | Sports Center CF Fão, Fão, Portugal |                                 |
| 12:00 (CET)         | - Ambros 32' - Šín 56' - Šmiga 86' | Reporte   | - 29' Matić | Árbitro(s): Oleksii Derevinskyi     | Árbitro(s): Oleksii Derevinskyi |

| 22 de marzo de 2023 | Portugal      | 1:0 (0:0) | Suecia | Estádio do FC Vizela, Vizela, Portugal |                                 |
| 19:00 (CET)         | - Neves 90+3' | Reporte   |        | Árbitro(s): Evangelos Manouchos        | Árbitro(s): Evangelos Manouchos |

| 25 de marzo de 2023 | Croacia        | 1:1 (1:1) | Suecia         | Estádio do FC Vizela, Vizela, Portugal |                                 |
| 14:00 (CET)         | - Antunović 4' | Reporte   | - 31' Swedberg | Árbitro(s): Evangelos Manouchos        | Árbitro(s): Evangelos Manouchos |

| 25 de marzo de 2023 | Portugal                   | 3:0 (1:0) | República Checa | Estadio Ciudad de Barcelos, Barcelos, Portugal |                          |
| 18:00 (CET)         | - Brás 5' - Félix 49', 81' | Reporte   |                 | Árbitro(s): Robert Jones                       | Árbitro(s): Robert Jones |

| 28 de marzo de 2023 | Croacia | 0:3 (0:1) | Portugal                           | Estadio Ciudad de Barcelos, Barcelos, Portugal |                          |
| 16:00 (CET)         |         | Reporte   | - 15' Sá - 54' Moreira - 76' Félix | Árbitro(s): Robert Jones                       | Árbitro(s): Robert Jones |

| 28 de marzo de 2023 | Suecia                    | 2:3 (0:0) | República Checa                       | Sports Center CF Fão, Fão, Portugal |                                 |
| 16:00 (CET)         | - Odefalk 66' - Ahmed 85' | Reporte   | - 55' Špatenka - 79' Šín - 88' Ambros | Árbitro(s): Oleksii Derevinskyi     | Árbitro(s): Oleksii Derevinskyi |

### Grupo 5
Sede: Irlanda
| Equipo      | Pts | PJ | PG | PE | PP | GF | GC | Dif |
| ----------- | --- | -- | -- | -- | -- | -- | -- | --- |
| Grecia      | 7   | 3  | 2  | 1  | 0  | 5  | 1  | +4  |
| Eslovaquia  | 7   | 3  | 2  | 1  | 0  | 6  | 3  | +3  |
| Irlanda (H) | 3   | 3  | 1  | 0  | 2  | 2  | 3  | -1  |
| Estonia     | 0   | 3  | 0  | 0  | 3  | 1  | 7  | -6  |

| 22 de marzo de 2023 | Irlanda          | 1:2 (0:0) | Eslovaquia                  | Ferrycarrig Park, Wexford, Irlanda |                                 |
| 16:30 (CET)         | - Lonergan 90+6' | Reporte   | - 81' Gajdoš - 90+4' Griger | Árbitro(s): Sander Van Der Eijk    | Árbitro(s): Sander Van Der Eijk |

| 22 de marzo de 2023 | Estonia | 0:3 (0:2) | Grecia                                    | Waterford Regional Sports Centre, Waterford, Irlanda |                                    |
| 20:30 (CET)         |         | Reporte   | - 21', 27' (pen.) Tzimas - 90+6' Nikolaou | Árbitro(s): Ivar Orri Kristjansson                   | Árbitro(s): Ivar Orri Kristjansson |

| 25 de marzo de 2023 | Irlanda           | 1:0 (0:0) | Estonia | Ferrycarrig Park, Wexford, Irlanda |                          |
| 16:30 (CET)         | - Zefi 66' (pen.) | Reporte   |         | Árbitro(s): Luca Cibelli           | Árbitro(s): Luca Cibelli |

| 25 de marzo de 2023 | Grecia         | 1:1 (0:0) | Eslovaquia   | Waterford Regional Sports Centre, Waterford, Irlanda |                                    |
| 20:30 (CET)         | - Koutsias 67' | Reporte   | - 50' Gajdoš | Árbitro(s): Ivar Orri Kristjansson                   | Árbitro(s): Ivar Orri Kristjansson |

| 28 de marzo de 2023 | Eslovaquia                    | 3:1 (0:0) | Estonia       | Waterford Regional Sports Centre, Waterford, Irlanda |                          |
| 18:30 (CET)         | - Gajdoš 56', 89' - Sauer 67' | Reporte   | - 87' Õunapuu | Árbitro(s): Luca Cibelli                             | Árbitro(s): Luca Cibelli |

| 28 de marzo de 2023 | Grecia        | 1:0 (0:0) | Irlanda | Ferrycarrig Park, Wexford, Irlanda |                                 |
| 18:30 (CET)         | - Smyrlis 48' | Reporte   |         | Árbitro(s): Sander Van Der Eijk    | Árbitro(s): Sander Van Der Eijk |

### Grupo 6
Sede: Polonia
| Equipo      | Pts | PJ | PG | PE | PP | GF | GC | Dif |
| ----------- | --- | -- | -- | -- | -- | -- | -- | --- |
| Polonia (H) | 5   | 3  | 1  | 2  | 0  | 6  | 3  | +3  |
| Israel      | 5   | 3  | 1  | 2  | 0  | 5  | 3  | +2  |
| Serbia      | 4   | 3  | 1  | 1  | 1  | 4  | 5  | -1  |
| Letonia     | 1   | 3  | 0  | 1  | 2  | 1  | 5  | -4  |

| 22 de marzo de 2023 | Serbia          | 1:0 (0:0) | Letonia | Cracovia Training Center, Cracovia, Polonia |                                     |
| 11:00 (CET)         | - Leković 90+2' | Reporte   |         | Árbitro(s): Miguel Bértolo Nogueira         | Árbitro(s): Miguel Bértolo Nogueira |

| 22 de marzo de 2023 | Israel         | 1:1 (1:1) | Polonia        | Estadio Garbarnia Kraków, Cracovia, Polonia |                            |
| 14:00 (CET)         | - Binyamin 25' | Reporte   | - 10' Koperski | Árbitro(s): Elchin Masiyev                  | Árbitro(s): Elchin Masiyev |

| 25 de marzo de 2023 | Serbia         | 1:3 (0:2) | Israel                               | Estadio Garbarnia Kraków, Cracovia, Polonia |                                |
| 11:00 (CET)         | - Đurđević 76' | Reporte   | - 24', 33' (pen.) Abed - 69' Ibrahim | Árbitro(s): John Edmund Brooks              | Árbitro(s): John Edmund Brooks |

| 25 de marzo de 2023 | Polonia                          | 3:0 (0:0) | Letonia | Cracovia Training Center, Cracovia, Polonia |                                     |
| 14:00 (CET)         | - Urbański 49', 86' - Pieńko 78' | Reporte   |         | Árbitro(s): Miguel Bértolo Nogueira         | Árbitro(s): Miguel Bértolo Nogueira |

| 28 de marzo de 2023 | Letonia        | 1:1 (1:1) | Israel         | Estadio Garbarnia Kraków, Cracovia, Polonia |                            |
| 12:00 (CET)         | - Lizunovs 28' | Reporte   | - 45' Khalaili | Árbitro(s): Elchin Masiyev                  | Árbitro(s): Elchin Masiyev |

| 28 de marzo de 2023 | Polonia                             | 2:2 (0:1) | Serbia                              | Cracovia Training Center, Cracovia, Polonia |                                |
| 12:00 (CET)         | - Simić 77' (a.g.) - Matyjewicz 87' | Reporte   | - 32' (pen.) Petković - 59' Mimović | Árbitro(s): John Edmund Brooks              | Árbitro(s): John Edmund Brooks |

### Grupo 7
Sede: Inglaterra
| Equipo         | Pts | PJ | PG | PE | PP | GF | GC | Dif |
| -------------- | --- | -- | -- | -- | -- | -- | -- | --- |
| Islandia       | 7   | 3  | 2  | 1  | 0  | 5  | 2  | +3  |
| Inglaterra (H) | 6   | 3  | 2  | 0  | 1  | 3  | 1  | +2  |
| Turquía        | 2   | 3  | 0  | 2  | 1  | 3  | 5  | -2  |
| Hungría        | 1   | 3  | 0  | 1  | 2  | 1  | 4  | -3  |

| 22 de marzo de 2023 | Islandia                              | 2:2 (1:1) | Turquía                 | St George's Park, Burton upon Trent, Inglaterra |                           |
| 15:00 (CET)         | - Óskarsson 34' (pen.) - Hlynsson 90' | Reporte   | - 19' Karapo - 48' Akar | Árbitro(s): Luca Pairetto                       | Árbitro(s): Luca Pairetto |

| 22 de marzo de 2023 | Inglaterra    | 1:0 (1:0) | Hungría | Bescot Stadium, Walsall, Inglaterra |                           |
| 20:30 (CET)         | - Webster 33' | Reporte   |         | Árbitro(s): Adam Ladebäck           | Árbitro(s): Adam Ladebäck |

| 25 de marzo de 2023 | Inglaterra | 0:1 (0:0) | Islandia               | New York Stadium, Rotherham, Inglaterra |                                      |
| 15:00 (CET)         |            | Reporte   | - 50' (pen.) Óskarsson | Árbitro(s): Jakob Alexander Sundberg    | Árbitro(s): Jakob Alexander Sundberg |

| 25 de marzo de 2023 | Turquía     | 1:1 (0:0) | Hungría     | St George's Park, Burton upon Trent, Inglaterra |                           |
| 20:30 (CET)         | - Demir 85' | Reporte   | - 73' Jurek | Árbitro(s): Luca Pairetto                       | Árbitro(s): Luca Pairetto |

| 28 de marzo de 2023 | Turquía | 0:2 (0:0) | Inglaterra                      | Proact Stadium, Chesterfield, Inglaterra |                           |
| 18:30 (CET)         |         | Reporte   | - 47' Cozier-Duberry - 64' Hall | Árbitro(s): Adam Ladebäck                | Árbitro(s): Adam Ladebäck |

| 28 de marzo de 2023 | Hungría | 0:2 (0:0) | Islandia                           | St George's Park, Burton upon Trent, Inglaterra |                                      |
| 18:30 (CET)         |         | Reporte   | - 67' Óskarsson - 90+5' Mikaelsson | Árbitro(s): Jakob Alexander Sundberg            | Árbitro(s): Jakob Alexander Sundberg |

## Clasificados
Los siguientes ocho equipos se clasifican para el torneo final. 
| Equipo   | Clasificado como | Clasificado en fecha | Apariciones previas en Eurocopa Sub-191 solo era Sub-19 (desde 2002)        |
| -------- | ---------------- | -------------------- | --------------------------------------------------------------------------- |
| Malta    | Anfitrión        | 19 de abril de 2021  | 0 (Debut)                                                                   |
| Noruega  | Ganador Grupo 1  | 25 de marzo de 2023  | 5 (2002, 2003, 2005, 2018, 2019)                                            |
| Italia   | Ganador Grupo 2  | 28 de marzo de 2023  | 8 (2003, 2004, 2008, 2010, 2016, 2018, 2019, 2022)                          |
| España   | Ganador Grupo 3  | 28 de marzo de 2023  | 12 (2002, 2004, 2006, 2007, 2008, 2009, 2010, 2011, 2012, 2013, 2015, 2019) |
| Portugal | Ganador Grupo 4  | 25 de marzo de 2023  | 11 (2003, 2006, 2007, 2010, 2012, 2013, 2014, 2016, 2017, 2018, 2019)       |
| Grecia   | Ganador Grupo 5  | 28 de marzo de 2023  | 6 (2005, 2007, 2008, 2011, 2012, 2015)                                      |
| Polonia  | Ganador Grupo 6  | 28 de marzo de 2023  | 2 (2004, 2006)                                                              |
| Islandia | Ganador Grupo 7  | 28 de marzo de 2023  | 0 (Debut)                                                                   |

1 Negrita indica campeones de ese año. Cursiva indica sede para ese año .